# فلودوود (مینه‌سوتا)
فلودوود، مینه‌سوتا (به انگلیسی: Floodwood, Minnesota) یک شهر در ایالات متحده آمریکا است که در شهرستان سنت لوئیس واقع شده‌است.

## خصوصیات
فلودوود ۳٫۶۸ کیلومترمربع مساحت و ۵۲۸ نفر جمعیت دارد و ۳۸۱ متر بالاتر از سطح دریا واقع شده‌است.